# 大江原隆
大江原 隆（おおえはら たかし、1957年11月26日 - ）は、日本中央競馬会の元騎手ならびに美浦トレーニングセンター所属の調教助手。

## 経歴
実兄に元騎手ならびに元調教師の大江原哲、息子に騎手の大江原圭がいる。
馬事公苑長期騎手課程（当時は競馬学校がない時代だった）を経て、1978年に内藤一雄厩舎から騎手としてデビューする。
初騎乗は障害競走であり、3月5日の中山第5競走でキクカダンドウに騎乗し2着となる。
同年3月26日の中山第4競走でキクカダンドウに騎乗し初勝利を挙げる。
その後は障害専門騎手として障害競走でしか騎乗していなかったが、デビューから6年後の1986年11月29日の中京第3競走でイチエイスピリットに騎乗し、平地競走初騎乗。翌年の2月1日小倉第4競走でアサクサレコードに騎乗し、平地初勝利を挙げる。
1988年、東京障害特別・秋にサミットウェイに騎乗し、重賞初騎乗を果たす（9着）。
1996年にフリーから美浦の上原博之厩舎に所属するが3年後再びフリーとなる。
1999年、中山大障害・春からリニューアルされた第1回中山グランドジャンプでメジロファラオに騎乗し、重賞初勝利を挙げる。なお、この年から障害競走にグレード制が導入され重賞初制覇がJ・GI勝利となった。
前年の降雪により、2004年1月に延期となった中山大障害をブランディスで制するとその年の中山グランドジャンプも当馬で優勝した。
2005年12月に藤原辰雄に所属し当月を最後に現役を引退。そのまま藤原厩舎で調教助手となった。

## 騎乗成績
|      |            | 日付           | 競馬場・開催   | 競走名               | 馬名               | 頭数 | 人気 | 着順 |
| ---- | ---------- | -------------- | -------------- | -------------------- | ------------------ | ---- | ---- | ---- |
| 障害 | 初騎乗     | 1978年3月5日   | 1回中山4日5R   |                      | キクカダンドウ     | 14頭 |      | 2着  |
| 障害 | 初勝利     | 1978年3月26日  | 2回中山2日4R   |                      | キクカダンドウ     | 13頭 |      | 1着  |
| 障害 | 重賞初騎乗 | 1988年10月15日 | 6回東京3日8R   | 東京障害特別・秋     | サミットウェイ     | 13頭 | 6    | 9着  |
| 障害 | 重賞初勝利 | 1999年4月11日  | 3回中山6日10R  | 中山グランドジャンプ | メジロファラオ     | 10頭 | 6    | 1着  |
| 平地 | 初騎乗     | 1986年11月29日 | 3回中京3日目2R | 3歳未勝利            | イチエイスピリット | 9頭  | 6    | 6着  |
| 平地 | 初勝利     | 1987年2月1日   | 1回小倉2日4R   | 4歳新馬              | アサクサレコード   | 12頭 | 4    | 1着  |
| 平地 | 重賞初騎乗 | 1989年3月12日  | 2回中山6日11R  | 中山記念             | アイアンシロー     | 13頭 | 12   | 13着 |

### おもな騎乗馬
- メジロファラオ（1999年中山グランドジャンプ）
- ブランディス（2004年中山大障害、中山グランドジャンプ）
- メジロロンザン（2004年東京オータムジャンプ）